# فیات کامپاگنولا
فیات کامپاگنولا (Fiat Campagnola) خودرویی است که در سال‌های ۱۹۵۱ تا ۱۹۷۳تولید شده‌است. طول آن در حالت طبیعی ۳۶۰ سانتیمتر (۱۴۱٫۷ اینچ) و  عرض آن در حالت طبیعی ۱۴۸ سانتیمتر (۵۸٫۳ اینچ)  است. 